# Mistichthys
Mistichthys is een monotypisch geslacht van straalvinnige vissen uit de familie van de grondels (Gobiidae).

## Soort
- Mistichthys luzonensis Smith, 1902